# Lekkoatletyka na Igrzyskach Panamerykańskich 2007
Lekkoatletyka na Igrzyskach Panamerykańskich 2007 – zawody lekkoatletyczne podczas igrzysk krajów obu Ameryk zostały przeprowadzone na Estádio Olímpico João Havelange w Rio de Janeiro między 22 i 29 lipca.

## Rezultaty
| CR – rekord igrzysk \| NR – rekord kraju                                        |
| AR – rekord kontynentu \| SB – najlepszy wynik w sezonie \| PB – rekord życiowy |

### Mężczyźni
| Konkurencja:                  | 1. miejsce                                                                         | Rezultat        | 2. miejsce                                                                       | Rezultat  | 3. miejsce                                                                       | Rezultat   |
| Bieg na 100 m                 | Churandy Martina                                                                   | 10,15           | Darvis Patton                                                                    | 10,17     | Brendan Christian                                                                | 10,26      |
| Bieg na 200 m                 | Brendan Christian                                                                  | 20,37           | Marvin Anderson                                                                  | 20,38     | Rubin Williams                                                                   | 20,57      |
| Bieg na 400 m                 | Chris Brown                                                                        | 44,85           | Tyler Christopher                                                                | 45,05     | Chris Lloyd                                                                      | 45,40      |
| Bieg na 800 m                 | Yeimer López                                                                       | 1:44,58 CR PB   | Kléberson Davide                                                                 | 1:45,47   | Fabiano Peçanha                                                                  | 1:45,54    |
| Bieg na 1500 m                | Hudson de Souza                                                                    | 3:36,32 CR PB   | Juan Barrios                                                                     | 3:37,71   | Byron Piedra                                                                     | 3:37,88 NR |
| Bieg na 5000 m                | Ed Moran                                                                           | 13:25,60 CR PB  | Juan Barrios                                                                     | 13:29,87  | Marílson dos Santos                                                              | 13:30,87   |
| Bieg na 10 000 m              | José David Galván                                                                  | 28:08,74 CR PB  | Marílson dos Santos                                                              | 28:09,30  | Alejandro Suárez                                                                 | 28:09,95   |
| Maraton                       | Franck de Almeida                                                                  | 2:14:03         | José Amado García                                                                | 2:14:27   | Procopio Franco                                                                  | 2:15:18    |
| Bieg na 3000 m z przeszkodami | Josh McAdams                                                                       | 8:30,49         | Michael Spence                                                                   | 8:32,11   | José Alberto Sánchez                                                             | 8:36,07    |
| Bieg na 110 m przez płotki    | Dayron Robles                                                                      | 13,25           | David Payne                                                                      | 13,43     | Yoel Hernández                                                                   | 13,50      |
| Bieg na 400 m przez płotki    | Adam Kunkel                                                                        | 48,24           | Bayano Kamani                                                                    | 48,70     | Laron Bennett                                                                    | 49,07      |
| Sztafeta 4 x 100 m            | Brazylia · Vicente de Lima · Rafael Ribeiro · Basilio Morais Junior · Sandro Viana | 38,81           | Kanada · Richard Adu-Bobie · Anson Henry · Jared Connaughton · Bryan Barnett     | 38,87     | Stany Zjednoczone · J-Mee Samuels · Rae Edwards · Rubin Williams · Darvis Patton | 38,88      |
| Sztafeta 4 x 400 m            | Bahamy · Andrae Williams · Avard Moncur · Micheal Mathieu · Chris Brown            | 3:01,94         | Stany Zjednoczone · Greg Nixon · Jamaal Torrance · Laron Bennett · David Neville | 3:02,44   | Dominikana · Carlos Santa · Arismendy Peguero · Yoel Tapia · Félix Sánchez       | 3:02,48    |
| Chód na 20 km                 | Jefferson Pérez                                                                    | 1:22:08         | Rolando Saquipay                                                                 | 1:23:28   | Gustavo Restrepo                                                                 | 1:24:51    |
| Chód na 50 km                 | Xavier Moreno                                                                      | 3:52:07         | Horacio Nava                                                                     | 3:52:35   | Omar Zepeda                                                                      | 3:56:04    |
| Skok wzwyż                    | Víctor Moya                                                                        | 2,32            | Donald Thomas                                                                    | 2,30      | James Grayman                                                                    | 2,24       |
| Skok o tyczce                 | Fábio Gomes da Silva                                                               | 5,40            | Giovanni Lanaro                                                                  | 5,30      | Germán Chiaraviglio                                                              | 5,20       |
| Skok w dal                    | Irving Saladino                                                                    | 8,28            | Wilfredo Martínez                                                                | 7,92      | Bashir Ramzy                                                                     | 7,90       |
| Trójskok                      | Jadel Gregório                                                                     | 17,27           | Osniel Tosca                                                                     | 16,92     | Yoandri Betanzos                                                                 | 16,90      |
| Pchnięcie kulą                | Dylan Armstrong                                                                    | 20,10           | Dorian Scott                                                                     | 20,06     | Carlos Véliz                                                                     | 19,75      |
| Rzut dyskiem                  | Michael Robertson                                                                  | 59,24           | Adam Kuehl                                                                       | 57,50     | Dariusz Slowik                                                                   | 57,37      |
| Rzut młotem                   | James Steacy                                                                       | 73,77           | Kibwe Johnson                                                                    | 72,23     | Juan Ignacio Cerra                                                               | 72,12      |
| Rzut oszczepem                | Guillermo Martínez                                                                 | 77,66           | Mike Hazle                                                                       | 75,33     | Alexon Maximiano                                                                 | 75,04      |
| Dziesięciobój                 | Maurice Smith                                                                      | 8278 pkt. CR PB | Yordani García                                                                   | 8113 pkt. | Carlos Chinin                                                                    | 7977 pkt.  |

### Kobiety
| Konkurencja:                  | 1. miejsce                                                                    | Rezultat       | 2. miejsce                                                                                | Rezultat   | 3. miejsce                                                                      | Rezultat   |
| Bieg na 100 m                 | Mikele Barber                                                                 | 11,02 CR PB    | Mechelle Lewis                                                                            | 11,24      | Chandra Sturrup                                                                 | 11,29      |
| Bieg na 200 m                 | Roxana Díaz                                                                   | 22,90          | Sheri-Ann Brooks                                                                          | 22,92      | Sherry Fletcher                                                                 | 22,96      |
| Bieg na 400 m                 | Ana Guevara                                                                   | 50,34          | Christine Amertil                                                                         | 50,99      | Indira Terrero                                                                  | 51,09      |
| Bieg na 800 m                 | Diane Cummins                                                                 | 1:59,75        | Rosibel García                                                                            | 2:00,02    | Zulia Calatayud                                                                 | 2:00,34    |
| Bieg na 1500 m                | Juliana Santos                                                                | 4:13,36        | Mary Jayne Harrelson                                                                      | 4:15,24    | Rosibel García                                                                  | 4:15,78 NR |
| Bieg na 5000 m                | Megan Metcalfe                                                                | 15:35,78       | Catherine Ferrell                                                                         | 15:42,01   | Leticia Rocha de la Cruz                                                        | 15:43,80   |
| Bieg na 10 000 m              | Sara Slattery                                                                 | 32:54,11 CR PB | Maria Rodriguez de la Cruz                                                                | 32:56,75   | Lucélia Perez                                                                   | 33:19,48   |
| Maraton                       | Mariela González                                                              | 2:43:11        | Márcia Narloch                                                                            | 2:45:10    | Sirlene Pinho                                                                   | 2:47:36    |
| Bieg na 3000 m z przeszkodami | Sabine Heitling                                                               | 9:51,13 CR PB  | Talis Apud                                                                                | 9:55,43 NR | Zenaide Vieira                                                                  | 9:55,71    |
| Bieg na 100 m przez płotki    | Delloreen Ennis-London                                                        | 12,65 CR PB    | Perdita Felicien                                                                          | 12,65 CR   | Angela Whyte                                                                    | 12,72      |
| Bieg na 400 m przez płotki    | Sheena Tosta                                                                  | 54,64          | Nickiesha Wilson                                                                          | 54,91      | Nicole Leach                                                                    | 54,97      |
| Sztafeta 4 x 100 m            | Jamajka · Sheri-Ann Brooks · Tracy-Ann Rowe · Aleen Bailey · Peta-Gaye Dowdie | 43,58          | Stany Zjednoczone · Shareese Woods · Mechelle Lewis · Alexis Weatherspoon · Mikele Barber | 43,62      | Kuba · Virgen Benavides · Roxana Díaz · Misleidys Lazo · Anay Tejeda            | 43,80      |
| Sztafeta 4 x 400 m            | Kuba · Aymee Martinez · Daimí Pernía · Zulia Calatayud · Indira Terrero       | 3:27,51        | Meksyk · Maria Teresa Rugerio · Gabriela Medina · Zudikey Rodriguez · Ana Guevara         | 3:27,75 NR | Stany Zjednoczone · Debbie Dunn · Angel Perkins · Latonia Wilson · Nicole Leach | 3:27,84    |
| Chód na 20 km                 | Cristina Lopez                                                                | 1:38:59        | Miriam Ramón                                                                              | 1:40:03    | Maria Sanchez                                                                   | 1:41:47    |
| Skok wzwyż                    | Romary Rifka                                                                  | 1,95 PB        | Nicole Forrester                                                                          | 1,95       | Levern Spencer                                                                  | 1,87       |
| Skok o tyczce                 | Fabiana Murer                                                                 | 4,60 CR PB     | April Steiner                                                                             | 4,40       | Yarisley Silva                                                                  | 4,30       |
| Skok w dal                    | Maurren Maggi                                                                 | 6,84           | Keila Costa                                                                               | 6,73       | Yargelis Savigne                                                                | 6,66       |
| Trójskok                      | Yargelis Savigne                                                              | 14,80 CR PB    | Keila Costa                                                                               | 14,38      | Mabel Gay                                                                       | 14,26      |
| Pchnięcie kulą                | Misleydis González                                                            | 18,83          | Yumileidi Cumbá                                                                           | 18,28      | Cleopatra Borel-Brown                                                           | 18,22      |
| Rzut dyskiem                  | Yarelis Barrios                                                               | 61,72          | Yania Ferrales                                                                            | 61,71      | Elisângela Adriano                                                              | 60,27      |
| Rzut młotem                   | Yipsi Moreno                                                                  | 75,20 CR PB    | Arasay Thondike                                                                           | 68,70      | Jennifer Dahlgren                                                               | 68,37      |
| Rzut oszczepem                | Osleidys Menéndez                                                             | 62,34          | Sonia Bisset                                                                              | 60,68      | Laverne Eve                                                                     | 58,10      |
| Siedmiobój                    | Jessica Zelinka                                                               | 6136 pkt.      | Gretchen Quintana                                                                         | 6000 pkt.  | Lucimara Silva                                                                  | 5873 pkt.  |